# Les Cent-Acres
Les Cent-Acres är en kommun i departementet Seine-Maritime i regionen Normandie i norra Frankrike. Kommunen ligger i kantonen Longueville-sur-Scie som tillhör arrondissementet Dieppe. År 2022 hade Les Cent-Acres 66 invånare.

## Befolkningsutveckling
Antalet invånare i kommunen Les Cent-Acres
| Referens: INSEE |